# 郭维城
郭维城（1912年8月21日—1995年1月1日），满族，辽宁省义县人。曾任张学良机要秘书。中华人民共和国铁道部部长，1955年获授予少将军衔。

## 生平
1929年创办文学刊物《冰花》，受到满洲省委重视。1932年2月加入中国左翼作家联盟北平分盟，是参加革命工作的开端。1932年11月入团。1933年转党。後於复旦大学政治系毕业，获法学学士学位，1934年参加东北军。1937年2月任东北军学兵队代理队长。
1938年底，随鲁苏战区总部挺进山东。1942年8月3日，协助常恩多的东北军第111师起义3000多人参加八路军，任山东军区新111师（后改编为滨海支队）副师长兼政治部主任。
抗日战争胜利后，1945年10月任齐齐哈尔护路军司令员兼齐齐哈尔铁路局局长、西满护路军司令员兼中长铁路滨洲线区军事代表、西满铁路局副局长、1948年10月东北野战军后勤铁道运输司令部司令员、天津铁道处处长、军委铁道部驻徐州护运司令部司令员、中南军区铁道运输司令部司令员兼武汉军管会铁道处处长兼铁道兵团前进指挥所副司令员、衡阳铁路局局长等职，圆满完成了抢修、保卫铁路和支援我军作战的任务。
1952年参加抗美援朝，出任中国人民志愿军铁道兵指挥所司令员、中朝联合新建铁路指挥局局长。1955年被授予二级独立自由勋章、一级解放勋章。1955年获授予少将军衔。
1978年出任铁道部长，1981年卸任。1995年1月1日逝世，享年82岁。